# Waldfriedhof (Rheinbreitbach)

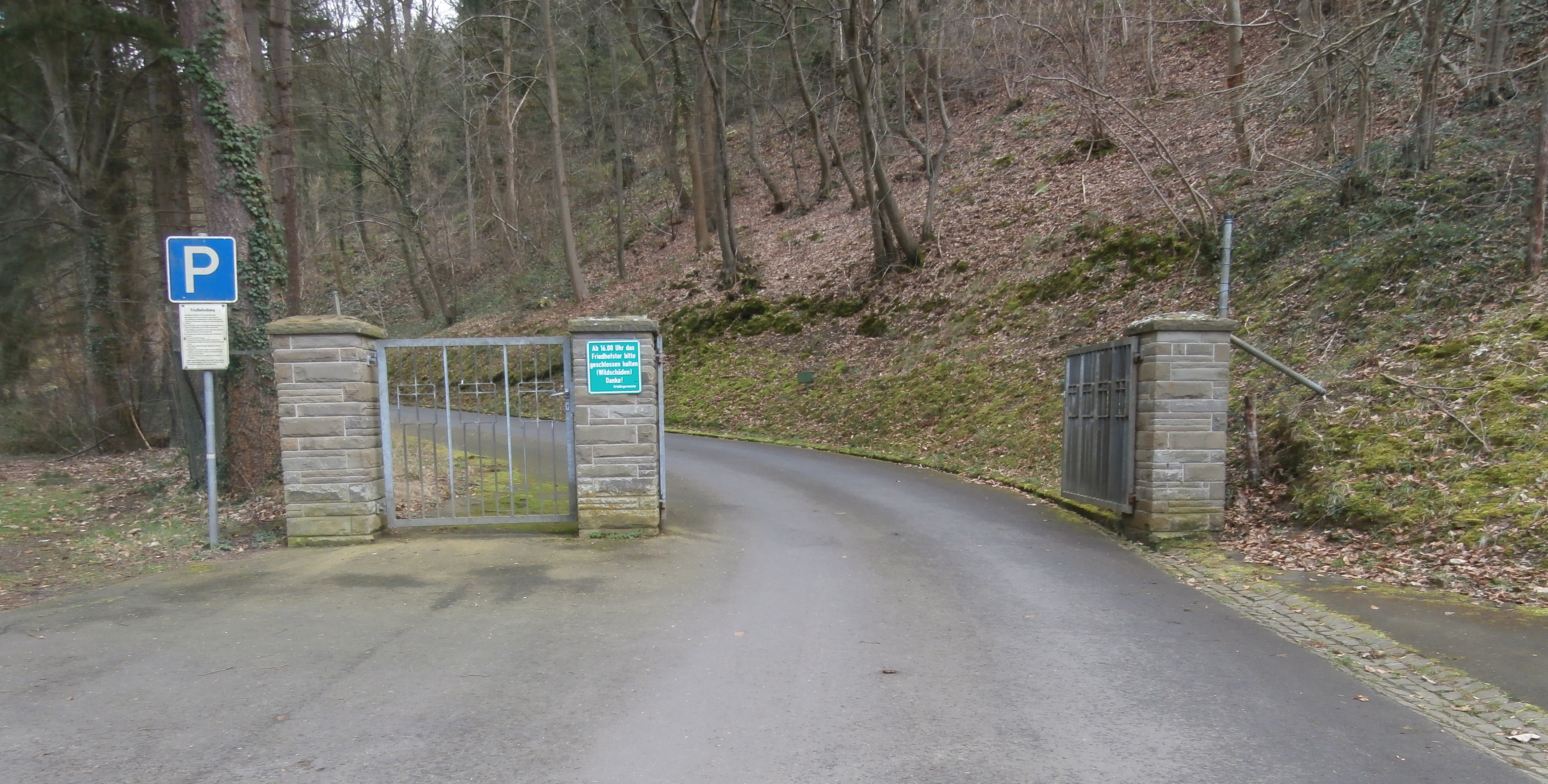
Eingang an der Westerwaldstraße

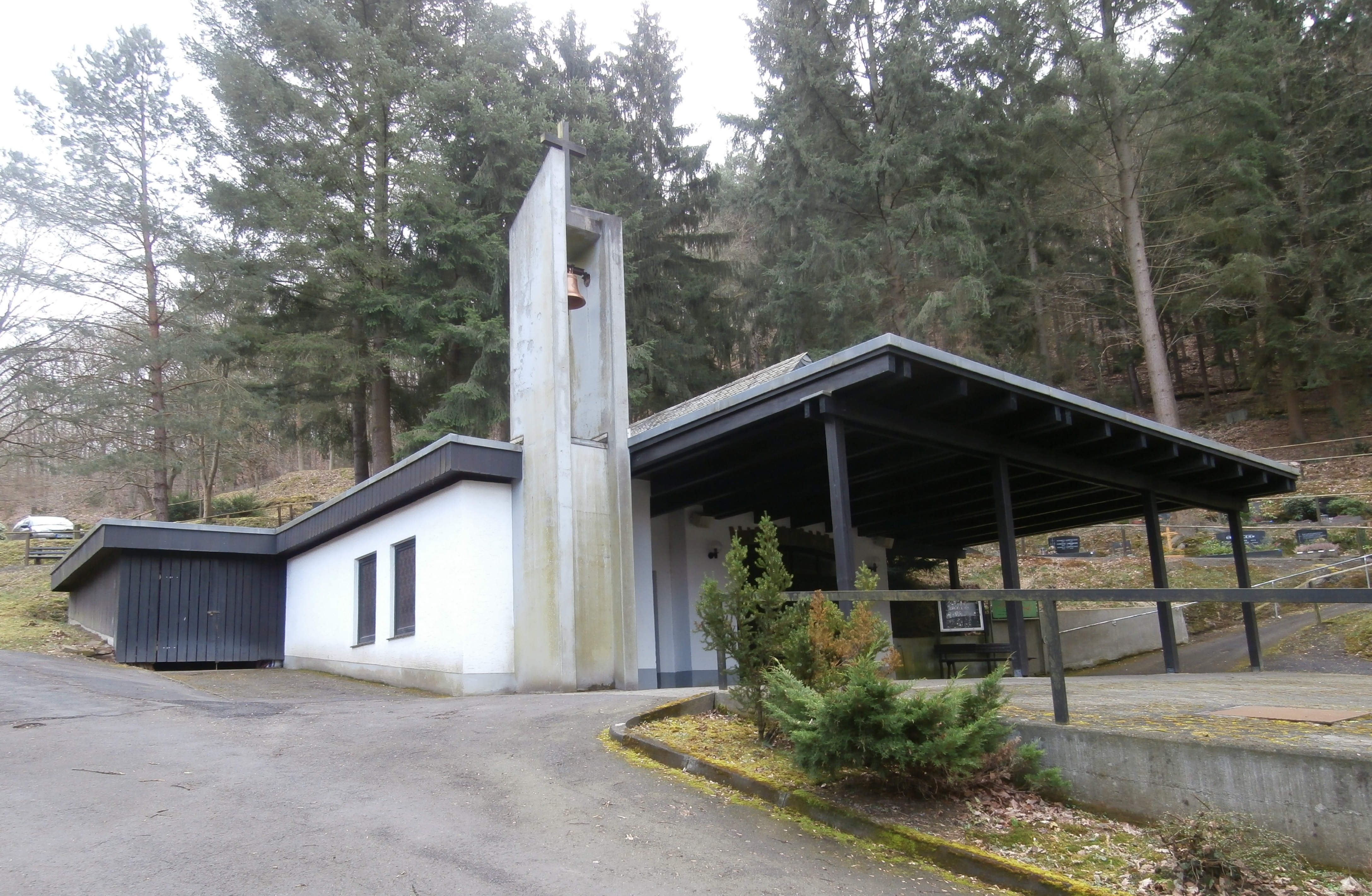
Trauerhalle

Der Waldfriedhof in Rheinbreitbach, einer Ortsgemeinde im Landkreis Neuwied in Rheinland-Pfalz, wurde 1936 angelegt.

## Lage
Der Waldfriedhof liegt am östlichen Ortsausgang von Rheinbreitbach an der Südseite des Breitbachtals auf einer Höhe von 100 bis 145 m ü. NHN und ist von der Westerwaldstraße aus über eine Zufahrtsstraße zugänglich.

## Geschichte
Der Friedhof entstand im Herbst 1936 als Ersatz für die zu klein gewordene Begräbnisstätte der katholischen Gemeinde nach einem Entwurf des Gartenarchitekten Eickerling aus Unkel oberhalb des zwei Jahre zuvor erbauten Waldschwimmbads (in den 1980er-Jahren geschlossen). Die erste Belegung erfolgte im Dezember 1936, im darauffolgenden Frühjahr letzte Arbeiten zur Fertigstellung. 1951 wurde der Friedhof nach Westen und 1958 nochmals erweitert, 1960 eine neue Trauerhalle erbaut. Ab 1964 kam es zu einer erneuten Erweiterung des Friedhofs.
Außer auf dem Waldfriedhof sind die Einwohner von Rheinbreitbach auch zur Bestattung auf dem Neuen Friedhof im benachbarten Bad Honnef berechtigt, der vom nördlichen Teil der Gemeinde aus näher gelegen ist.

## Beigesetzte Persönlichkeiten
- Armin Grünewald (1930–1993), deutscher Journalist[9]
- Hermann Gründel (1931–2013), deutscher Diplomat
- Otto Leiberich (1927–2015), deutscher Kryptologe
- Hans-Joachim Hallier (1930–2020), deutscher Diplomat[10]